# Ikeda pirotansis
Ikeda pirotansis is een lepelworm uit de familie Ikedidae.
De wetenschappelijke naam van de soort werd in 1962 gepubliceerd door Menon & Datta-Gupta.